# Maria Savinova
Maria Sergejevna Savinova (ryska: Мария Сергеевна Савинова), född den 13 augusti 1985, är en rysk före detta medeldistanslöpare. Hon vann i början av 2010-talet ett antal mästerskapsguld på 800 meter, vilka senare fråntagits henne på grund av dopningsavslöjanden.

## Karriär
Savinova deltog vid inomhus-VM 2008, där hon blev utslagen i försöken på 800 meter. Bättre gick det vid inomhus-EM 2009 då hon vann guld på det nya personliga rekordet 1.58,10. Vid VM 2009 i Berlin var hon i final men slutade på en femte plats. 
Under 2010 vann hon först VM-guld inomhus och därefter EM-guld utomhus i Barcelona på 800 meter. Vid världsmästerskapen 2011 i Daegu i Sydkorea vann hon guldet på 800 meter med personliga rekordtiden 1:55,87. Första plats på 800 meter nåddes även vid OS 2012 i London och VM 2013 i Moskva. 

### Dopning
I en tysk TV-dokumentär 2014 erkände Savinova att hon använt den anabola steroiden oxandrolon. Ett år senare rekommenderade den internationella antidopningsbyrån Wada att Savinova och fyra andra ryska löpare skulle stängas av på livstid för dopningsförseelser under London-OS.
I februari 2017 bekräftade idrottens skiljedomstol TAS en fyraårig avstängning av Savinova. TAS ogiltigförklarade samtidigt hennes tävlingsresultat från juli 2013 till augusti 2013, vilket innebar att hon fråntogs segern i ett EM, ett OS och två VM.

## Personliga rekord
- 800 meter - 1:55,87 från 2011